# Dolichopus pseudomigrans
Dolichopus pseudomigrans är en tvåvingeart som beskrevs av Ringdahl 1928. Dolichopus pseudomigrans ingår i släktet Dolichopus och familjen styltflugor. Enligt den finländska rödlistan är arten nära hotad i Finland. Arten är reproducerande i Sverige. Artens livsmiljö är fjällängar. Inga underarter finns listade i Catalogue of Life.